# Emil Ousager
Emil Bekker Ousager (født 19. juli 1987) er en dansk professionel fodboldspiller, der er målmand i Odense Boldklub.

## Karriere

### Odense Boldklub (2009-2011)
Ousager var tredjevalg på målmandsposten i OB, hvorfor klubben i februar 2010 indgik aftale med 2. divisionsklubben Næsby Boldklub om udleje indtil sommeren 2010.

### AGF
Den 20.maj 2011 skrev han under på en treårig kontrakt med AGF. Tidligere spillede Ousager i Randers FC, hvor til han skiftede fra netop Odense Boldklub, hvor han fik sin fodbolddebut. Han har også spillet for U17-landsholdet, U19-landsholdet og U20-landsholdet.
Den 12. juni 2014 meddelte han, at han ikke ville forlænge sin kontrakt med AGF. Han stod på mål i 22 kampe for AGF, hvor han indkasserede 42 mål.

### Odense Boldklub (2014-2015)
I sommeren 2014 vente Ousager tilbage til Odense Boldklub, hvor han erstattede Jesper Christiansen, der kort forinden havde fået ophævet sin kontrakt.
Den 8.maj 2015 meddeler Ousager at han indstiller sin karriere når hans kontrakt med OB udløber i sommeren 2015.

#### Læserbrev
Den 12. februar 2017 udgav Fyens Stiftstidende et læserbrev fra Ousager, hvor han kraftigt kritiserede både OB og hele kulturen omkring klubben, hvor blandt andre Roy Carroll anklages for at drikke for meget, Eric Djemba-Djemba festede for meget, mens han også satte spørgsmålstegn ved ansættelsen af Henrik Clausen, uden dog at kritisere Clausen direkte.